# Helinando de Froidmont
Helinando de Froidmont (em latim: Helinandus Frigidi Montis; em francês:  Hélinand ou Hélinant; c. 1150 – depois de 1229, provavelmente 1237 (87 anos)) foi um poeta, cronista e escritor eclesiástico medieval. De pais flamengos, Helinando nasceu em Pronleroy, em Oise, na França. Seus talentos como menestrel atraíram o rei Filipe Augusto e, por algum tempo, ele se entregou aos prazeres da corte real antes de se tornar um monge cisterciense no Mosteiro de Froidmont, na Diocese de Beauvais, por volta de 1190. De uma pessoa auto-indulgente, tornou-se um modelo de piedade e mortificação no mosteiro. Quando não estava envolvido em seus afazeres monásticos, dedicava-se aos estudos eclesiásticos e, depois de ser ordenado padre, à pregação e à literatura. A Igreja de Beauvais o honra como santo e celebra sua festa em 3 de fevereiro.
Helinando é às vezes confundido com o monge cisterciense conhecido como Helinando de Perseigne (Hélinand), o autor de um comentário sobre o Apocalipse e de glosas sobre o Livro do Êxodo, mas não há argumento nenhum para identificar os dois como a mesma pessoa

## Obras

### Crônica
Helinando é lembrado principalmente por causa de sua "Crônica" ("Chronicon"), uma história universal em latim dividida em 49 volumes (dos quais menos da metade sobreviveu) que ele compilou de 1211 até 1223. Ele incorporou diversos de seus tratados e cartas na obra, incluindo tratados morais como "De cognitione sui" e "De bono regimine principis", 28 sermões sobre vários festivais da Igreja e uma epístola intitulada "De reparatione lapsi" na qual Helinando exorta um monge renegado a retornar ao mosteiro. Além das contribuições do próprio Helinando, a "Crônica" é uma compilação de textos baseados numa ampla variedade de fontes.
O que restou da obra inclui os livros 1-18, que cobrem o período que vai da criação até a morte de Alexandre, o Grande; fragmentos dos livros 19-44, preservados como cópias na obra "Speculum Historiale", de Vicente de Beauvais (Vincent), baseada em Helinando; os livros 45-49, que cobrem de 634 até 1204 e serviram de fonte para a crônica do monge cisterciense Alberico de Trois-Fontaines (Aubri; c. 1241).
De acordo com a Enciclopédia Católica, "sua crônica não é crítica o suficiente para ter algum valor histórico". Ainda assim, seria injusto chamar Helinando de escritor acrítico — ou simples compilador — da história, pois ele faz questão de interromper a narrativa de vez em quando para alertar o leitor que suas fontes divergem entre si, geralmente tentando harmonizá-las de uma forma muito parecida com um tratado escolástico. A estrutura da "Crônica" é majoritariamente cronológica, embora Helinando frequentemente faça digressões a partir do relato histórico para comentar as Escrituras, incluir um tratado contra a astrologia, escrever sobre santos e suas lendas, examinar o mundo animal ou incorporar material da literatura latina clássica ou vernacular. 

### Obras menores
Helinando escreveu uma obra em francês antigo chamada "Les Vers de la Mort" ("Versos da Morte") logo depois de entrar para o mosteiro, entre 1194 e 1197. Em cinquenta stanzas, Helinando pede à Morte que chame seus melhores amigos e os exorte a abandonarem o mundo. Cada uma delas contém doze linhas octossilábicas; o esquema da rima é aab aab bba bba, uma forma depois imitada por outros poetas e chamada pelos críticos de "Stanza Helinandiana". Neste poema, a Morte aparece como uma agente onipresente e hiperativa e Helinando não faz uso de elementos macabros, com exceção do título, que é uma piada com a homonímia entre "vers" ("versos") e "vers" ("vermes"). Seu sermão lírico faz uso de diversas figuras de linguagem com grande efeito, principalmente anáforas, metáforas e adnominações. Helinando, como trovador, aparece como precursor de Villon, Chastelain e outros poetas franceses posteriores. 
Além disso, como pregador, escreveu mais de sessenta sermões em latim. Com um estilo limpo, seu texto revela um admirável conhecimento dos poetas pagãos clássicos e também com as obras dos Padres da Igreja.
Finalmente, costumava-se atribuir ainda a Helinando um "Martyrium" dos santos Gereão, Vítor, Cássio e Florêncio, todos mártires da lendária Legião Tebana, mas não é certo que ele tenha sido o autor.